# 芙蓉嶂水庫
芙蓉嶂水庫，是位於中國廣東省廣州市花都區的一座水庫，建於1958年，水面面積2.2平方千米，水深24米，蓄水量達1737萬立方米，為“北江引水”工程的一部分。另設有以水庫為核心的芙蓉嶂水庫飲用水水源保護區。芙蓉嶂水庫周圍有桃花水母棲息，因此設有花都區芙蓉嶂白沙田桃花水母及其生態縣級自然保護區。芙蓉嶂水庫附近環境較好，亦被開發為芙蓉嶂省級旅遊度假風景區，內有芙蓉峽漂流、環湖綠道等旅遊設施，亦有酒店、別墅建築等。為王子山森林公園的一部分。

## 歷史
1958年，芙蓉嶂水庫建成。水庫建設時為農作物灌溉之用，但因其環境優美，許多度假村圍水庫而建，水庫亦具觀光用途。2001年，由於連續暴雨，芙蓉嶂水庫一度超警戒線。2014年，水庫因大壩維修工程及北江引水工程而逐步停止蓄水，2017年維修工程後才恢復蓄水。北江引水工程於2019年9月開工。

## 環境

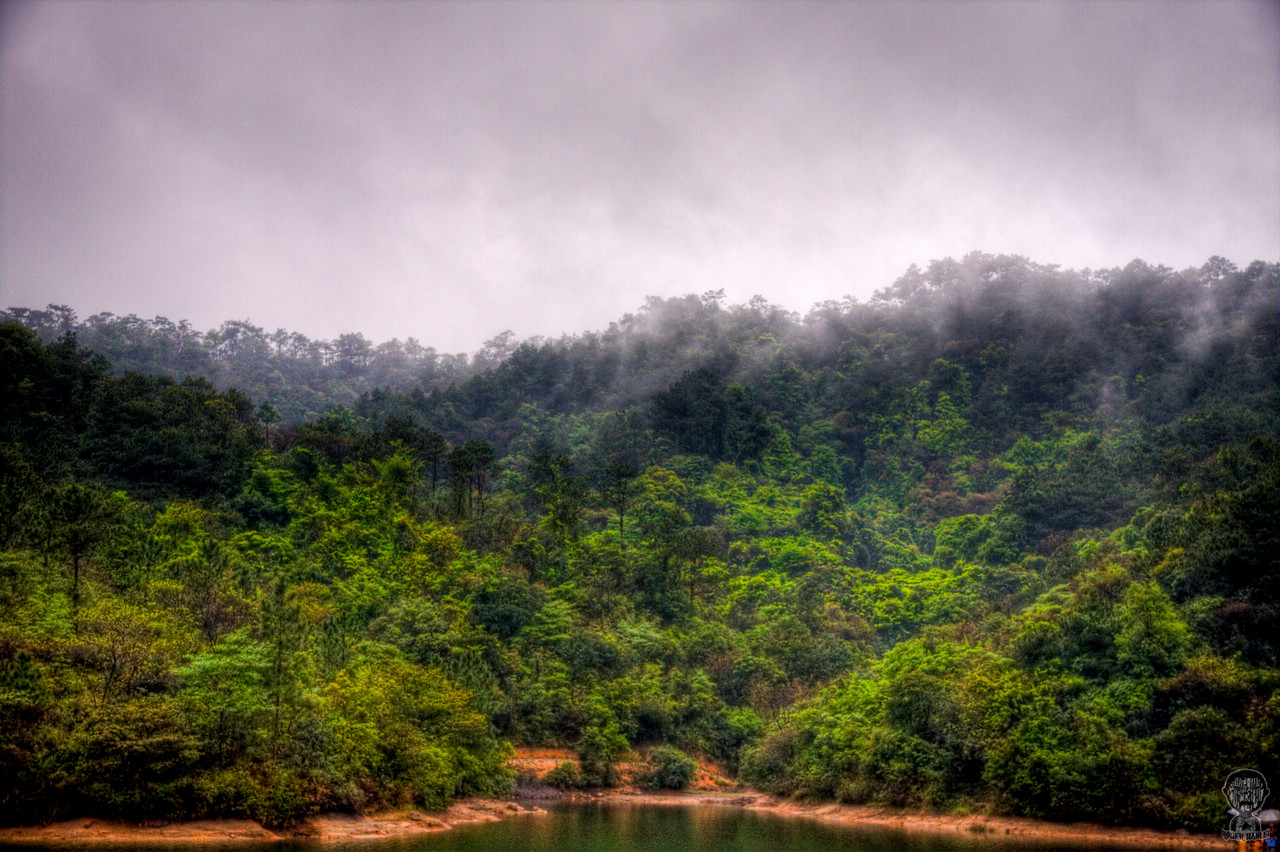
桃花水母所生活的湖泊

環繞芙蓉嶂水庫建有綠道，而水庫周邊環境優美、空氣質素較好，吸引開發商建設住宅、酒店，亦有人開發露營基地。水庫周邊常有人於此度假、休養、登山、露營。而以芙蓉嶂水庫為核心的水源保護區接近未開發狀態，生地水質優質，對生存環境有極高的要求的桃花水母、唐魚於此生活。從芙蓉嶂水庫出發往芙蓉山，路上可見名勝古蹟、群山逶迤、松林迭翠等，央廣網記者稱其景致“回歸自然”。

## 逸聞
2007年，有網絡留言指芙蓉嶂水庫出現“巨型吃人塘虱”，武警前往水庫捉拿，後被證實是謠言。